# Шигаево (Башкортостан)
Шига́ево (баш. Шығай) — село в Белорецком районе Башкортостана России. Центр Шигаевского сельсовета.

## География

### Географическое положение
Находится у подножия хребта Акбиик.
Расстояние до:
- районного центра (Белорецк): 40 км,
- ближайшей ж.-д. станции (Серменево): 20 км,
- города Магнитогорска: 115 км.

## Население
| 2002 | 2009 | 2010 |
| ---- | ---- | ---- |
| 599  | ↗738 | ↘571 |

## Религия
В селе есть мечеть.

## Известные уроженцы
- Ямалетдинов Шагий Ямалетдинович — участник Великой Отечественной войны, танкист-ас, командир орудия танка, гвардии старшина, Герой Советского Союза.